# 黃鉞 (萬曆辛丑武進士)
黃鉞（1565年2月3日—1644年2月2日），字長白、又字賡材，號鐘山、又号伯度，浙江紹興府上虞縣人，原籍福建興化府莆田縣，明朝軍事人物。

## 生平
黃鉞年少失去父親，侍奉母親孝順，事伯兄如父親，在萬曆二十九年（1601年）中武進士第一，獲授安順守備，潮州參將，四十三年（1615年）協守薊鎮時因失誤入獄，後陞廣西總兵，四十八年（1620年）陞任南京左軍都督府僉書，兼提督浦口池河二營事務。
天啟四年（1624年）貴州奢安之亂尚未平定，安邦彥入侵普定，總督蔡復一派保定總兵魯欽與貴州總兵黃鉞分道防禦，他和參政陸夢龍三千人在大霧中攻擊賊人蔣義山寨，與魯欽合攻至河邊，斬首千五百人，又搜索山中再斬六百餘級。安邦彥受困渡河西奔，魯欽、黃鉞帶領各將士窮追，但未能搜獲主謀而班師，以功晉太子太保、左柱國，辭官後南還，七十八歲才去世。

## 引用
1. 1 2  光緒《上虞縣志·卷十·列傳六 人物》：黃鉞 《廣東通志》作越，今從《明史》、舊志 ，字長白，萬厯癸丑 舊志選舉表、黃氏家傳作辛丑 武科第一人 《江甯縣志》 ，任廣東潮州參將 《廣東通志》 ，陞廣西總兵 家傳 。天啟四年貴州賊未靖，安邦彥犯普定，總督蔡復一 《明史》陸夢龍傳 遣總理魯欽 《明史》蔡復一傳 與鉞分道禦之，鉞及參政陸夢龍 《明史》魯欽傳 以三千人曉行大霧中，直前薄賊 陸夢龍傳 ，大敗賊蔣義寨，與魯欽合追至河，斬首千五百餘級，搜山復斬六百餘級。邦彥勢窘渡河西奔，欽、鉞督諸將窮追 魯欽傳 ，長驅織金斬首復千級，窮搜不得邦彥，乃班師 蔡復一傳 。生平功績甚偉，厯官南京左軍都督僉事 《江甯縣志》 ，晉太子太保、兵部尚書 家傳 ，少孤，事母孝，事伯兄如父，祿入悉周宗族不為家，解印南還家金陵，年七十八卒 《江甯縣志》 。
2. ↑  《明神宗顯皇帝實錄·卷五百三十三》：（萬曆四十三年六月庚寅）簡兵部題覆薊鎮河流口失事舊疏，下總兵馬棟、協守黃鉞、參將劉一藩、守備楊桓于獄……
3. ↑  《明神宗顯皇帝實錄·卷五百九十五》：（萬曆四十八年六月乙卯）加陞廣西總兵黃鉞為南京左軍都督府僉書兼提督浦口池河二營事務……
4. ↑  《明熹宗悊皇帝實錄（梁本）·卷四十二》：（天啟四年五月壬戌）貴州總兵黃鉞求沿途招募，不許……
5. ↑  《金墩清江黃氏世譜》：鉞公，故仁長子，字長白，又字賡材，號鐘山、伯度，行瑞八；明世宗嘉靖乙丑年正月初四日子時生，世襲錦衣衛，明萬曆辛酉武科狀元，初授御前一等侍衛，安順守備，除廣東海南參將，誥授昭勇將軍，遷廣西總兵，掛平蠻將軍印，皇恩誥授鎮國將軍，升南京左軍都督府都督僉事，以軍功誥授驃騎將軍。天啟三年奉命提督雲貴兩省地方軍務、宣衛土司節制諸鎮，征剿長坂三役大捷，榮績素著，累官太子太保、光祿大夫、南京兵部尚書、左柱國；配錦衣衛百戶葉公繼文之女，誥封淑人，累封夫人，明崇禎十六年癸未十二月廿五日辰時卒，壽七十有八，葬南京江寧徐府山金墩黃嶺之原。長琮公，守居南京江寧府下關金墩黃宅，次璟公，季珂公，遷浙江上虞豐惠鎮武村金墩。